# Sân bay Putao
Sân bay Putao (IATA: PBU, ICAO: VYPT) là một sân bay ở Putao, Myanmar. Sân bay này có một đường băng dài 2134 m rải nhựa bitum.

## Các hãng hàng không và các tuyến điểm
- Air Bagan (Myitkyina)
- Myanmar Airways (Myitkyina)